# Aéroport de Waskaganish
L'aéroport de Waskaganish, (code IATA : YKQ • code OACI : CYKQ), est situé près de la municipalité de Waskaganish, Québec, Canada.
Mouvements d'aéronefs par classe d'opération : 3 362.

## Compagnies et destinations
| Compagnies  | Destinations                                                                          |
| ----------- | ------------------------------------------------------------------------------------- |
| Air Creebec | Chisasibi, Eastmain River, Kuujjuarapik, Montréal (P.-E.-Trudeau), Val-d'Or, Wemindji |

Édité le 15/05/2025